# Svømmefødder
Svømmefødder eller finner er et sæt fleksible plader, man sætter på fødderne for at øge ens fremdrift, når man svømmer. Svømmefødder bruges til dykning samt svømmetræning- og undervisning.
Finner laves typisk af gummi, silikone eller plast, ofte i kombination.
Der findes to hovedkategorier af finner. Hælremsfinnen, hvor man fastgør finnen ved at stramme en rem omkring hælen, og helfodsfinnen, der tages på, som var det en sko. En fordel ved hælremsfinnen er, at man kan benytte neopren-støvler. De kan også lettere tilpasses den enkelte person ved at spænde hælremmen. Helfodsfinnerne er til gengæld mere behagelige, da man har bedre kontakt til finnen.
Svømmefødder til svømmetræning er stort set altid helfodsfinner. De findes i en særligt kort udgave til sprinttræning. Jo længere pladen er, desto mere kraft skal der til at lave et benspark. De lange finner benyttes derfor oftest, når der ønskes en jævn fart, som fx ved dykning, eller ved træning ved jævn hastighed over længere tid. De korte sprintfinner gør det muligt at svømme med hurtige benspark, som skal til ved sprinttræning i høj fart.
Svømmefødder er praktiske i svømmeundervisning, da personer med svømmefødder på lærer at sparke på den rigtige måde, der skal benyttes til crawl, rygcrawl eller butterfly. Hvis bensparket udføres forkert med svømmefødder på, er resultatet nedsat fremdrift, og der bruges meget mere energi på bensparket.